# Герхард I фон Ербах
Герхард I фон Ербах (на немски: Gerhard I von Erbach; * пр. 1196; † 13 май 1223) от род Ербах е първият шенк на Ербах в Оденвалд.
Той е син на Еберхард II фон Ербах († сл. 1184). Герхард I фон Ербах става шенк на крал Хайнрих VI (1196 – 1221) и министър на пфалцграфа при Рейн.
Малко след 1200 г. територията около Райхелсхайм и замъкът принадлежи на шенките фон Ербах. Към края на 12 век се създава замък в Ербах в Оденвалд. През 1270 г. е първото разделяне на Ербахите на линиите:
- Стара линия Ербах-Ербах (до 1503)
- Средна линия Ербах-Райхенберг (Фюрстенау)
- Млада линия Ербах-Михелщат (до 1531)

## Деца
Еберхард II фон Ербах е баща на:
- Филип фон Ербах († пр. 1251), министериал на пфалцграфа при Рейн, има три сина
- син († сл. 1223)
- дъщеря († сл. 1223), омъжена за Валтер (Вернер), трухсес на Алцай († сл. 1265)
- дъщеря († сл. 1223)